# Lesley Byrd Simpson
Lesley Byrd Simpson (* 21. März 1891 in St. Louis (Missouri); † 23. September 1984 in Berkeley) war ein US-amerikanischer Historiker, Romanist und Hispanist.

## Leben
Lesley Byrd Simpson kam 1905 nach Los Angeles und studierte in Berkeley. Im Ersten Weltkrieg war er Bomberpilot in Frankreich. Er promovierte 1928 in der Geschichtswissenschaft bei Herbert Ingram Priestley (1875–1944) mit der hispanistischen Arbeit The Encomienda in New Spain. Forced native labor in the Spanish colonies, 1492–1550 (Berkeley 1929, späterer Untertitel: The beginning of Spanish Mexico, 1950, 1966, 1982; spanisch: Los conquistadores y el indio Americano, Barcelona 1970).
Simpsons Hochschulkarriere in der Romanistik verlief an der University of California at Berkeley wie folgt: 1928 Instructor, 1930 Assistant Professor, 1937 Associate Professor, von 1946 bis 1955 Full Professor für Spanisch (auch Dekan). Den Zweiten Weltkrieg beendete er als Oberstleutnant.

## Schriften

### Als Autor und Mitautor
- mit Arturo Torres-Rioseco: El libro de buen humor. New York 1932
- Studies in the administration of the Indians in New Spain. Berkeley 1934-1940
  - Bd. 1: The laws of Burgos of 1512
  - Bd. 2: The Civil Congregation
  - Bd. 3: The Repartimiento system of native labor in New Spain and Guatemala
  - Bd. 4: The emancipation of the Indian slaves and the resettlement of the freedmen, 1548–1553
- Many Mexicos. Berkeley 1941, 1946, 1952, 1966 (spanisch: Mexiko/Madrid 1977)
- The writing of history. A dialogue. Berkeley 1947
- mit Sherburne F. Cook: The population of Central Mexico in the sixteenth century. Berkeley 1948, New York 1978
- Exploitation of land in central Mexico in the sixteenth century. Berkeley 1952

### Als Herausgeber und Mitherausgeber
- (Hrsg.) Lope de Vega, La prueba de los amigos. Madrid 1934
- (Hrsg. mit Marie Hendrick Jessup) Indian tales from Guatemala. New York/Chicago 1936
- (Übersetzer) California in 1792. The expedition of José Longinos Martinez. San Marino, Cal. 1938
- (Hrsg.) Alfonso Martínez de Toledo, Corbacho o Arcipreste de Talavera. Berkeley 1939 (englisch durch den Herausgeber: Little sermons on sin. The archpriest of Talavera. Berkeley 1959, 1977)
- (Übersetzer) Fernando de Rojas, The Celestina. A novel in dialogue. Berkeley 1955
- (Übersetzer) The poem of the Cid, Berkeley 1957
- (Hrsg. und Übersetzer) The Laws of Burgos of 1512–1513. Royal Ordinances for the Good Governement and Treatment of the Indians. San Francisco 1960, Westport 1978
- (Hrsg. und Übersetzer) Journal of José Longinos Martínez.  Notes and observations of the naturalist of the botanical expedition in old and new California and the south coast: 1791–1792. San Francisco 1961
- (Hrsg. und Übersetzer) Cortès. The Life of the Conqueror  by his secretary Francisco Lopez de Gomara. Berkeley 1964
- (Hrsg. und Übersetzer) Ramón Iglesia Parga (1905–1948), Columbus, Cortés, and other essays. Berkeley 1969